# 한국여성의전화
한국여성의전화는 대한민국의 NGO이다.

## 개요
1983년, 한국기독교교회협의회가 운영하는 크리스천 아카데미를 수료한 여성운동가들이 남편으로부터 폭력 행위를 당한 여성들을 위해 상담 활동을 하면서 시작되었다. 대한민국 최초의 가정폭력, 성폭력 전문상담기관이다. 2009년 '여성의전화'에서 '한국여성의전화'로 개편하였고, 전국에 25개 지부를 두었다.
여성폭력추방운동, 평등평화마을만들기, 지역여성 미디어운동, 결혼이주여성운동, 이혼여성운동, 여성의 경제적 권리 확보운동, 교육사업, 국제연대 등의 활동을 하였다.

## 연혁
| 연도   | 내용 |
| ------ | --- |
| 1983년 | 여성의전화 창립 |
| 1984년 | 25세여성조기정년제철폐를위한여성단체연합회 발족 및 참가 |
| 1986년 | KBS 시청료 징수원 폭행사건과 시청료 거부운동 직장내 여성차별문제 및 성폭력상담을 위한 '여성문제고발창구'개설 |
| 1987년 | 가정폭력피해여성 쉼터 개설 가정폭력관련 영화 '굴레를 벗고서' 제작 |
| 1988년 | 성폭력 정당방위사건 최초 대응 |
| 1989년 | 성폭력관련법 입법을 위한 공청회 |
| 1991년 | 제1회 세계 여성폭력 추방주간 행사‘넋은 살아 연꽃으로 피거라' 주관 |
| 1992년 | 한국여성의전화 개칭 아내구타공개토론회 '매맞는 아내,깨어진 삶' |
| 1993년 | 성폭력특별법 제정 성폭력 교육용 비디오 '성폭력, 그 사슬을 끊고' 제작 |
| 1994년 | 사단법인 등록 제1회 가정폭력추방주간 행사 개최 |
| 1995년 | 여성평화를위한변호사모임/평등문화를가꾸는남성모임/법정성평등실현을위한모임 발족 |
| 1996년 | 제1회 청소녀 성교육 프로그램 '딸들을 위한 캠프' 가정폭력방지법 제정 추진 범국민운동본부 발족 |
| 1997년 | '가정폭력범죄처벌등에관한특례법' 및 '가정폭력방지와피해자보호에관한법률' 제정 |
| 1998년 | 한국여성의전화연합 개칭 '여성폭력긴급전화 1366' 운영시작 |
| 2000년 | '아내강간토론회'개최 부부재산공동명의운동 시작 |
| 2002년 | 가정폭력예방을 위한 청소년 영상제 |
| 2004년 | 한일여성인권심포지엄 개최 성폭력범죄의 재구성 '무고' 토론회 청소년 성문화축제 경찰 직무유기 고소 및 국가배상청구소송(황 모 씨 사건)                                                                               |
| 2005년 | 세계여성학대회 국제 심포지엄 개최 사진공모전 및 전시회 '그녀가 집안에서 하는 백만가지 일' 청소년 가정폭력 예방 교육프로그램 개발('폭력쫑! 대화짱!' CD)및 교사 워크숍                                              |
| 2006년 | 제1회 여성인권영화제 "피움" (film festival for woman rights) 개최 여성과 일 인터뷰 공모전 및 전시회-"그녀의 25시, 366일"                                                                                          |
| 2007년 | 배트남, 필리핀 이주여성 친정 나들이 ‘날자 프로젝트' 주관 제1회 공익 UCC공모전 '아름다운손을찾아라' 주관 쉼터 20주년 기념 국제심포지움 '쉼터, 그 이후의 삶'개최 제2회 여성인권영화제 '친밀한 그러나 치명적인' 개최 |
| 2008년 | '가정폭력에대한 국가책임성과 여성인권운동의 역할' 국제심포지엄 개최 제3회 여성인권영화제 '경계를 넘어, 길이 되다'                                                                                                 |
| 2009년 | 한국여성의전화로 개칭 여성인권회관 완공 |
| 2010년 | 제4회 여성인권영화제 '시작했으니 두려움 없이' 여성주의상담실천연구소 개소 |

## 상훈
- 2013년 제12회 유관순상
- 2010년 한국여성단체연합 '특별상-맞짱본때상'
- 2007년 농협 '제6회 Apple Day' 감사패
- 2002년 한국여성단체연합 '모범회원단체상'
- 2001년 한국여성단체연합 '모범회원단체상'
- 2000년 여성주간 기념 대통령상
- 2000년 시민운동지원기금 선정 '시민운동대상'
- 1999년 서울지방변호사회 선정 '제7회 시민인권상'
- 1999년 한국여성단체연합 '모범회원단체상'

## 출판물
- 민경자·한국여성의전화연합. 《여자, 길을 내다》. 한울. 2009년. ISBN 9788946039964

## 관련 기사
- 박은미. 여성 인권 운동 20년, 한국여성의전화 상임대표 정춘숙[깨진 링크(과거 내용 찾기)]. 은평시민신문. 2012년 3월 8일.

## 같이 보기
- 한국여성민우회
- 한국여성단체연합
- 한국가정법률상담소
- 한국성폭력상담소
- 정춘숙